# Aeropuerto Internacional de Minot
El Aeropuerto Internacional de Minot (del inglés: Minot International Airport) (IATA: MOT, OACI: KMOT, FAA LID: MOT) se encuentra en el Condado de Ward, Dakota del Norte, Estados Unidos, a dos millas al norte de la ciudad de Minot,  que lo posee. El Plan Nacional de Sistemas Aeroportuarios Integrados para 2011-2015 lo categorizó como un aeropuerto de servicio comercial primario.
MOT actualmente maneja entre diez y quince vuelos comerciales al día de tres aerolíneas, así como varios vuelos chárter y tráfico de aviación general. Durante muchos años, Northwest Airlines, seguida de Delta Air Lines, fue la única aerolínea comercial del aeropuerto, pero un auge económico y demográfico ha dado lugar a que otras aerolíneas también agreguen vuelos. Delta Connection, United Express y Allegiant Air actualmente ofrecen vuelos a Mineápolis, Denver, Phoenix/Mesa y Las Vegas, respectivamente.
Minot International no tiene un servicio de aerolínea de pasajeros programado fuera del país, pero recibe su título internacional (como muchos otros aeropuertos) debido a su servicio de aduanas. El servicio de aduanas está disponible para aeronaves que llegan desde Canadá y otros países. La Administración de Seguridad en el Transporte (TSA) revisa completamente a todos los pasajeros y equipaje de mano antes de embarcar, en lugar de utilizar un proceso selectivo como es el caso en los principales aeropuertos.
Delta Air Lines opera hasta seis vuelos diarios al Aeropuerto Internacional de Mineápolis-Saint Paul. Todos son en Delta Connection a Mineápolis. Delta Air Lines controla el mayor porcentaje de viajeros de MOT.
United Airlines se convirtió en la segunda aerolínea más grande de Minot en 2010. Actualmente opera cuatro vuelos diarios al Aeropuerto Internacional de Denver.
Allegiant Air se convirtió en la tercera aerolínea del aeropuerto en 2010, con vuelos a Las Vegas, luego agregó servicio a Phoenix-Mesa. El número de vuelos a cada destino fluctúa.
Frontier Airlines se convirtió en la cuarta aerolínea del aeropuerto en 2012 con cuatro vuelos por semana al Aeropuerto Internacional de Denver. Aunque las cargas de pasajeros eran altas, Frontier interrumpió el servicio desde Minot en 2015 debido a la reestructuración de la aerolínea. La Frontier Airlines original sirvió a Minot en una ruta que lo conectaba con Saskatoon, Regina y Denver; La quiebra detuvo las operaciones de esa aerolínea en 1986.

## Instalaciones
El aeropuerto cubre 6.33 km² (1563 acres) a una altura de 523 m (1716 pies) sobre el nivel del mar. Tiene dos pistas: la 13/31 tiene 2347 por 46 m (7700 por 150 pies) de concreto y la 8/26 tiene 1935 por 30 m (6348 por 100 pies) de asfalto.  Su pista más larga puede recibir Boeing 747.
En el año que finalizó el 30 de marzo de 2023, el aeropuerto tuvo 33,020 operaciones de aeronaves, un promedio de 90 por día: 73% de aviación general, 6% de aerolíneas, 6% militares y 15% de taxis aéreos. En ese momento, 128 aeronaves estaban basadas en este aeropuerto: 119 monomotores, 6 multimotores, 1 jet y 2 helicópteros.
En 2013, las operaciones de aeronaves se redujeron a 32,023 para el año fiscal. Las operaciones de aviación general itinerante siguen siendo el porcentaje más alto de operaciones con 10,429. Las de transporte aéreo se encuentran en 6.825 y las de taxi aéreo en 5,201. Finalmente, para las operaciones itinerantes, las militares representaron 283. Las operaciones locales incluyen 6,898 operaciones civiles y 2,387 operaciones militares. Las aeronaves con base se redujeron a 112 aeronaves alojadas.
Avflight es el operador de base fija en el aeropuerto, que ofrece una estación de combustible las 24 horas para giros rápidos y paradas tecnológicas eficientes. Otros servicios incluyen cáterin, aduanas, eliminación de basura internacional y alquiler de automóviles.
Minot Aero Center es una empresa de mantenimiento en el aeropuerto, que ofrece capacitación de vuelo, mantenimiento y servicios generales de aeronaves.

## Aerolíneas y destinos

### Pasajeros
| Aerolíneas       | Destinos                                            |
| ---------------- | --------------------------------------------------- |
| Allegiant Air    | Las Vegas Estacional: Orlando/Sanford, Phoenix/Mesa |
| Delta Connection | Mineápolis/St. Paul                                 |
| United Express   | Denver                                              |

## Estadísticas
| Año  | Total pasajeros | Cambio porcentual |
| 2003 | 71,134          | Sin cambios       |
| 2004 | 74,063          | 4.12%             |
| 2005 | 76,128          | 2.79%             |
| 2006 | 74,929          | 1.57%             |
| 2007 | 70,871          | 5.42%             |
| 2008 | 71,143          | 0.38%             |
| 2009 | 66,873          | 6.00%             |
| 2010 | 90,210          | 34.90%            |
| 2011 | 148,959         | 65.12%            |
| 2012 | 221,188         | 48.49%            |
| 2013 | 219,285         | 0.86%             |
| 2014 | 218,618         | 0.30%             |
| 2015 | 179,067         | 18.09%            |
| 2016 | 148,814         | 16.89%            |
| 2017 | 138,920         | 6.65%             |
| 2018 | 147,727         | 6.34%             |
| 2019 | 162,840         | 10.23%            |
| 2020 | 84,669          | 48.00%            |
| 2021 | 253,000         | 198.81%           |
| 2022 | 278,000         | 9.88%             |
| 2023 | 293,000         | 5.39%             |
| 2024 | 337,000         | 15.02%            |
| ---- | --------------- | ----------------- |